# Богістон
Богісто́н (тадж. Боғистон) — село у складі Хатлонської області Таджикистану. Входить до складу джамоату імені Саїдкула Турдієва району імені Мір Саїда Алії Хамадоні.
Назва означає садовий край. Колишня назва — Бешкаппа, сучасна — з 11 грудня 2012 року.
Населення — 674 особи (2010; 635 в 2009).